# Kapitein Flint
Kapitein J. Flint is een fictieve achttiende-eeuws piraat die voorkomt in een aantal romans, televisieseries en films. Het personage Flint werd bedacht door de schrijver Robert Louis Stevenson (1850-1894) en hij verscheen voor het eerst in een jeugdtijdschrift in 1881. 
In Stevensons Schateiland uit 1883 had de piratenkapitein een van de hoofdrollen. Hij was de kapitein van het piratenschip de Walrus, waarmee op strooptochten een enorm fortuin vergaard was. Flint begroef de buit, zo'n 700.000 pond sterling, op een onbewoond eiland. Hij vervaardigde een schatkaart van de locatie en rond die kaart spelen vele verwikkelingen van het boek zich af.
In 1924 weidde de schrijver Arthur D. Howden Smith verder uit over het personage Flint in zijn Porto Bello Gold. In drie fictieve voorgeschiedenissen van Schateiland van John Drake uit 2008, 2009 en 2010 krijgt Flint ook een voornaam: Joseph. 

## Black Sails
De Amerikaanse televisieserie Black Sails uit 2014 gaat over de periode voorafgaand aan die in Schateiland. De serie volgt de avonturen van Kapitein Flint en zijn bemanning in de piraterij. Opnieuw krijgt Flint een voornaam: James dit keer. De rol van Flint wordt vertolkt door Toby Stephens.